# モダンボーイズ
モダンボーイズは、かつてプロダクション人力舎で活動していた日本のお笑いコンビ。2017年2月3日解散。

## メンバー
- 類家 大地（るいけ だいち、1987年12月25日（37歳）- ）
  - ツッコミ担当[1]。立ち位置は左。
  - 身長169cm、血液型O型。東京都出身。二松学舎大学卒業。
  - 元子役であり、幼少期に『スウィート・ホーム』『若葉のころ』などの様々なドラマ・映画に出演していた。
  - 趣味はドラマ鑑賞、ラーメン。
  - 特技は野球、服を素早く綺麗に畳む、ドラマを15秒観ればどの局か議別できること。
  - 解散後は、真野5.1ch（元フライアウトワンマン）とコンビ「Groovy Rubbish」を結成[2]。

- 長岡 大喜（ながおか だいき、1987年10月8日（37歳）- ）
  - ボケ担当[1]。立ち位置は右。
  - 身長181cm、血液型A型。東京都東村山市出身。駿河台大学文化情報学部中退。
  - 趣味は『君に届け』を読んで悶えること。特技は大型犬とすぐ仲良くなること、テニス。
  - 解散後は、ピン芸人「シフォン大喜」としての活動を経て、かわえなつき（元ムテンカナンバー）とコンビ「おかえりニコルソン」を結成[3][4]。

## 略歴
二人は高校の同級生。2010年にスクールJCAへ19期生として共に入学し、卒業後はプロダクション人力舎に所属。2011年のデビュー以降から間もなくして新進気鋭（日本テレビ）やロケットライブ（フジテレビ）などの番組に出演し、2014年のおもしろ荘（日本テレビ）では決勝へ進出。
2017年1月28日、解散を発表。同年2月3日開催の事務所ライブ「バカ爆走!」が、モダンボーイズとしての最後の舞台となった。

## 賞レース戦績
- 2014年 おもしろ荘 決勝進出[5]
- 2015年 アンダー5コンテスト 準決勝進出[7]
- 2016年 第1回白黒-1グランプリ 決勝進出

## 出演

### テレビ
- 新進気鋭（日本テレビ、2012年7月7日）
- ロケットライブ（フジテレビ、2012年12月19日）
- ぐるぐるナインティナイン（日本テレビ、2014年1月1日）
- 4コマコント 起笑転結（日本テレビ、2015年10月20日）
- 有田ジェネレーション（TBSテレビ、2016年6月7日・14日）
- 『ぷっ』すま（テレビ朝日、2016年11月25日・12月6日）
- 白黒アンジャッシュ（チバテレ、2016年12月20日・27日）

### ラジオ
- マイナビ Laughter Night（TBSラジオ、2015年5月30日）※今週の1番[8]

### ライブ
- バカ爆走!（事務所ライブ、新宿fu-）
- Spark!（事務所ライブ、新宿バティオス）

### 単独ライブ
- 第1回単独公演『現代っ子』（2013年7月14日、LEFKADA新宿）